# Opeth
Opeth é uma banda sueca de metal progressivo de Estocolmo. A banda passou por várias mudanças de formação, mas Mikael Åkerfeldt, vocalista, guitarrista e compositor, permaneceu nela desde que entrou imediatamente após a sua criação em 1990.
Seu estilo é enraizado no death metal escandinavo, mas o Opeth tem consistentemente incorporado influências de folk, jazz e blues dentro de suas composições geralmente longas. Muitas composições incluem interlúdios de violão e fortes dinâmicas, além de tanto vocais guturais como limpos.
A banda lançou seu álbum de estreia, Orchid, em 1995. Realizaram sua primeira turnê mundial após o lançamento de Blackwater Park (2001). Seu oitavo álbum de estúdio, Ghost Reveries (2005), foi bastante popular nos Estados Unidos, mas o grupo não experimentou o sucesso comercial americano até o lançamento de seu nono álbum de estúdio, Watershed (2008), que chegou ao 23.º lugar no top 200 da revista Billboard, e liderou as paradas de álbuns da Finlândia na sua primeira semana de lançamento.

## História

### Formação (1990–1993)

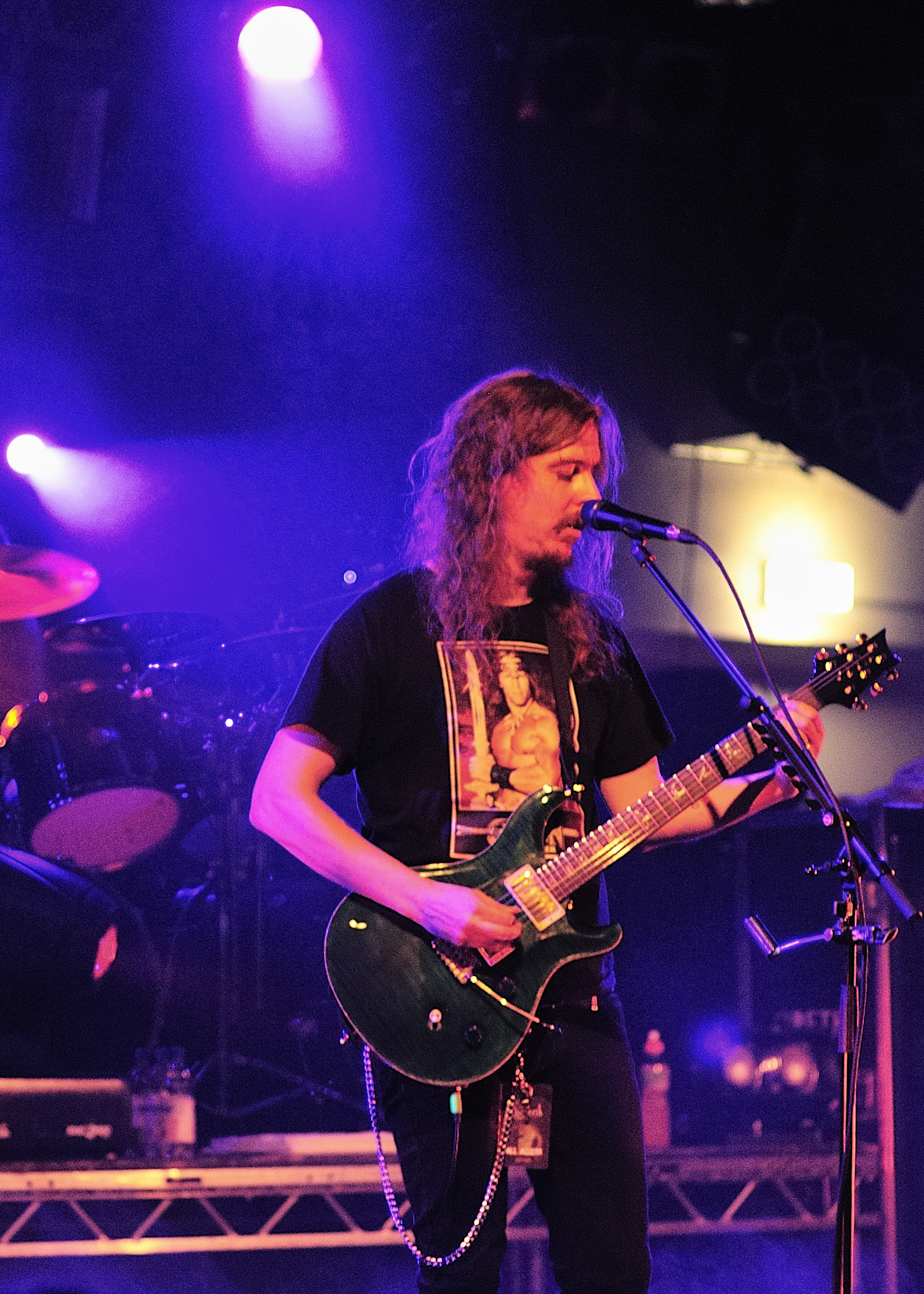
Åkerfeldt (foto) e Isberg decidiram que iriam continuar com a banda após a maioria dos membros terem seguidos outros caminhos.

O Opeth foi formado como uma banda de death metal no outono de 1990 em Estocolmo, Suécia, pelo vocalista David Isberg. Isberg convidou o ex-membro da banda Eruption, Mikael Åkerfeldt, para reunir-se à banda em sessões de música como baixista, mas não avisou os outros membros, inclusive o então baixista da banda. Como resultado, todos os membros da banda saíram exceto por Isberg, e Åkerfeldt logo oficializou o convite após o fim de sua banda. O nome da banda foi derivado da palavra "Opet", retirada do livro de Wilbur Smith, The Sunbird. No livro, Opet é o nome de uma fictícia cidade fenícia na África do Sul, cujo nome é traduzido como "Cidade da Lua" no livro; o nome pode ser uma referência ao Opet Festival ou a deusa egípcia Taweret, também conhecida como Opet.
Com Åkerfeldt na guitarra e David Isberg no vocal, o Opeth ainda estava precisando de outros membros. Para isso reuniram o antigo baterista do Eruption e amigo de Åkerfeldt, Anders Nordin, além de Nick Döring no baixo. Andreas Dimeo foi recrutado posteriormente como segundo guitarrista. Insatisfeito com o lento progresso do Opeth, Döring e Dimeo saíram da banda após sua primeira apresentação, e foram substituídos pelo guitarrista Kim Pettersson e pelo baixista Johan DeFarfalla. Depois do show seguinte, DeFarfalla deixou o Opeth para passar um tempo com sua namorada na Alemanha, e foi substituído pelo amigo de Åkerfeldt, o baixista Peter Lindgren. O guitarrista solo, Pettersson, saiu depois da próxima apresentação da banda e Lindgren trocou para a guitarra. Por causa de diferenças criativas e com isso ter perdido o interesse na banda, Isberg saiu em 1992.
Com três membros na banda, Åkerfeldt assumiu o vocal e o trio passou o próximo ano compondo e ensaiando o novo material. O grupo começou a depender menos da metranca e da agressão típica do death metal, e incorporou violões e harmonias de guitarras dentro de sua música; desenvolveram o núcleo do som do Opeth. Stefan Guteklint entrou para o baixo em 1993, mas foi demitido pela banda depois de assinar seu primeiro contrato de gravação com a Candlelight em 1994. A banda inicialmente empregou o ex-membro DeFarfalla como um baixista das sessões de gravação, e ele passou a juntar-se numa base de tempo integral após o lançamento do álbum de estreia do Opeth em 1995.

### Orchid,Morningrise, eMy Arms, Your Hearse(1994–1998)

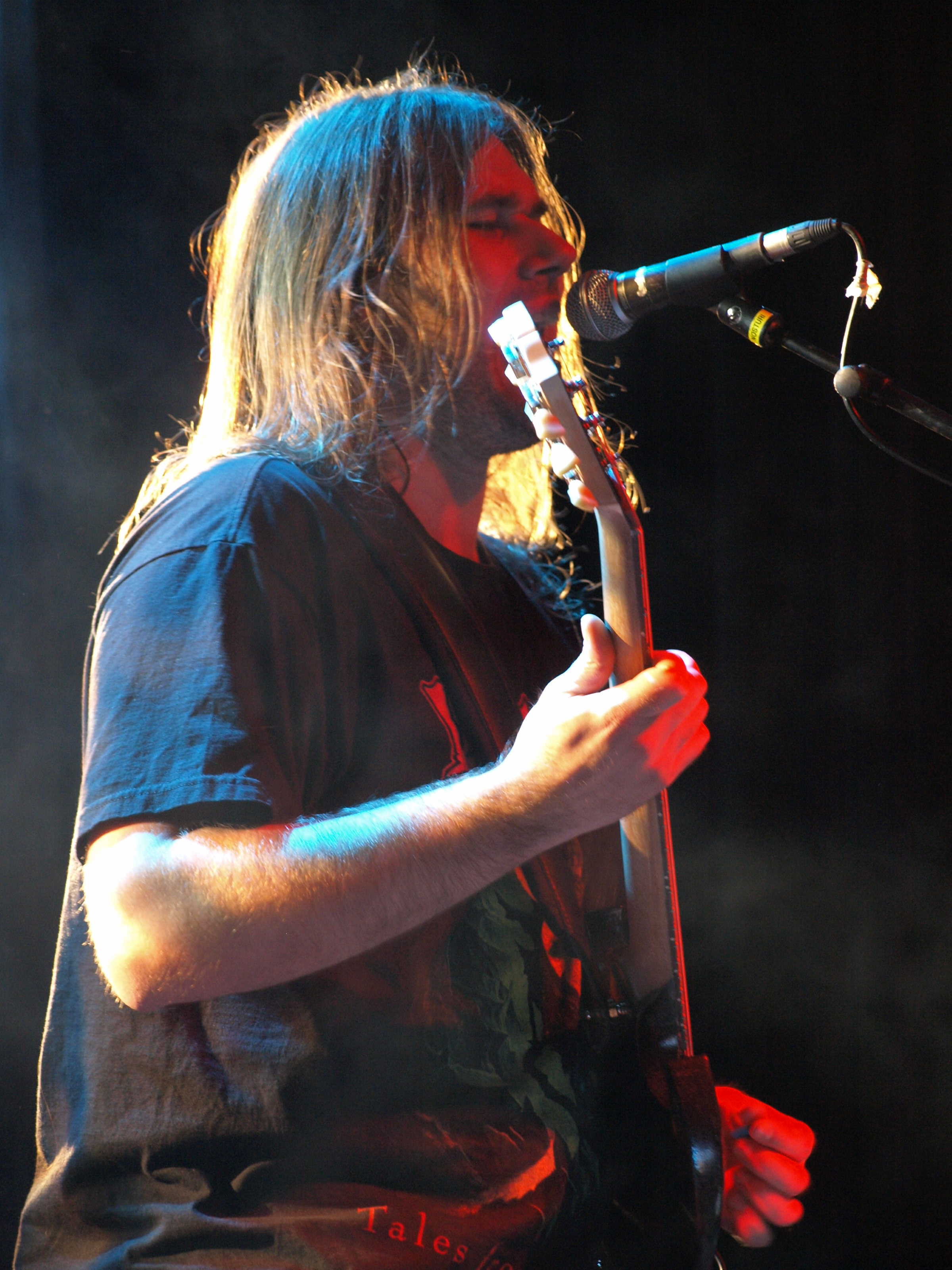
O produtor Dan Swanö que produziu os dois primeiros álbuns de estúdio da banda.

O Opeth gravou seu álbum de estreia, Orchid, com o produtor Dan Swanö em abril de 1994. Por causa de problemas de distribuição com a recém-formada Candlelight Records, o álbum não foi lançado até 15 de maio de 1995, e somente na Europa. Orchid testou os limites do tradicional death metal, com violões, piano, e vocais limpos. O Allmusic chamou o Orchid de "brilhante", "surpreendentemente original", e "uma distante-longe-épica prog/death monstruosidade exalando partes de beleza e brutalidade iguais".
Depois de poucos shows ao vivo no Reino Unido, o Opeth retornou ao estúdio em março de 1996 para começar a trabalhar num segundo álbum, novamente produzido por Dan Swanö. Morningrise foi lançado na  Europa em 24 de junho de 1996. Com somente cinco canções e durando 66 minutos, o álbum apresentou a mais longa canção do Opeth, a "Black Rose Immortal" de vinte minutos. Morningrise fez um enorme sucesso, com o Allmusic dando ao álbum quatro estrelas. O Opeth percorreu o Reino Unido em apoio a Morningrise, seguindo por 26 datas na turnê da Escandinávia com o  Cradle of Filth. Enquanto isso na turnê, o Opeth atraia a atenção da Century Media, que assinou com a banda e lançou os primeiros dois álbuns internacionalmente em 1997.
Após a turnê, Åkerfeldt e Lindgren demitiram DeFarfalla por motivos pessoais, sem o consentimento de Nordin. Quando Åkerfeldt informou a Nordin, que estava em férias no Brasil, Nordin deixou a banda e manteve-se no Brasil por motivos pessoais. Ex-baterista do Amon Amarth, Martin Lopez, respondeu a um anúncio de jornal colocado por Åkerfeldt e juntou-se ao Opeth em 1997. Lopez fez sua estreia com o Opeth tocando numa versão cover do Iron Maiden, "Remember Tomorrow", que foi incluída no álbum A Call to Irons: A Tribute to Iron Maiden.
Com um maior orçamento de gravação da Century Media, o Opeth começou a trabalhar no seu terceiro álbum de estúdio, com o notável produtor sueco Fredrik Nordström, no Studio Fredman em agosto de 1997. A banda adicionou o baixista Martin Mendez pouco antes da gravação, mas devido a restrições de tempo, Åkerfeldt tocou baixo no álbum. My Arms, Your Hearse foi lançado a aclamação crítica em 18 de agosto de 1998.  Como o primeiro lançamento internacional do Opeth, o álbum expôs a banda para uma audiência global maior. My Arms, Your Hearse marcou o começo de uma mudança no som da banda, concentrando-se menos em harmonias de guitarra e mais fortemente em riffs de metal progressivo.

### Still LifeeBlackwater Park(1999–2001)

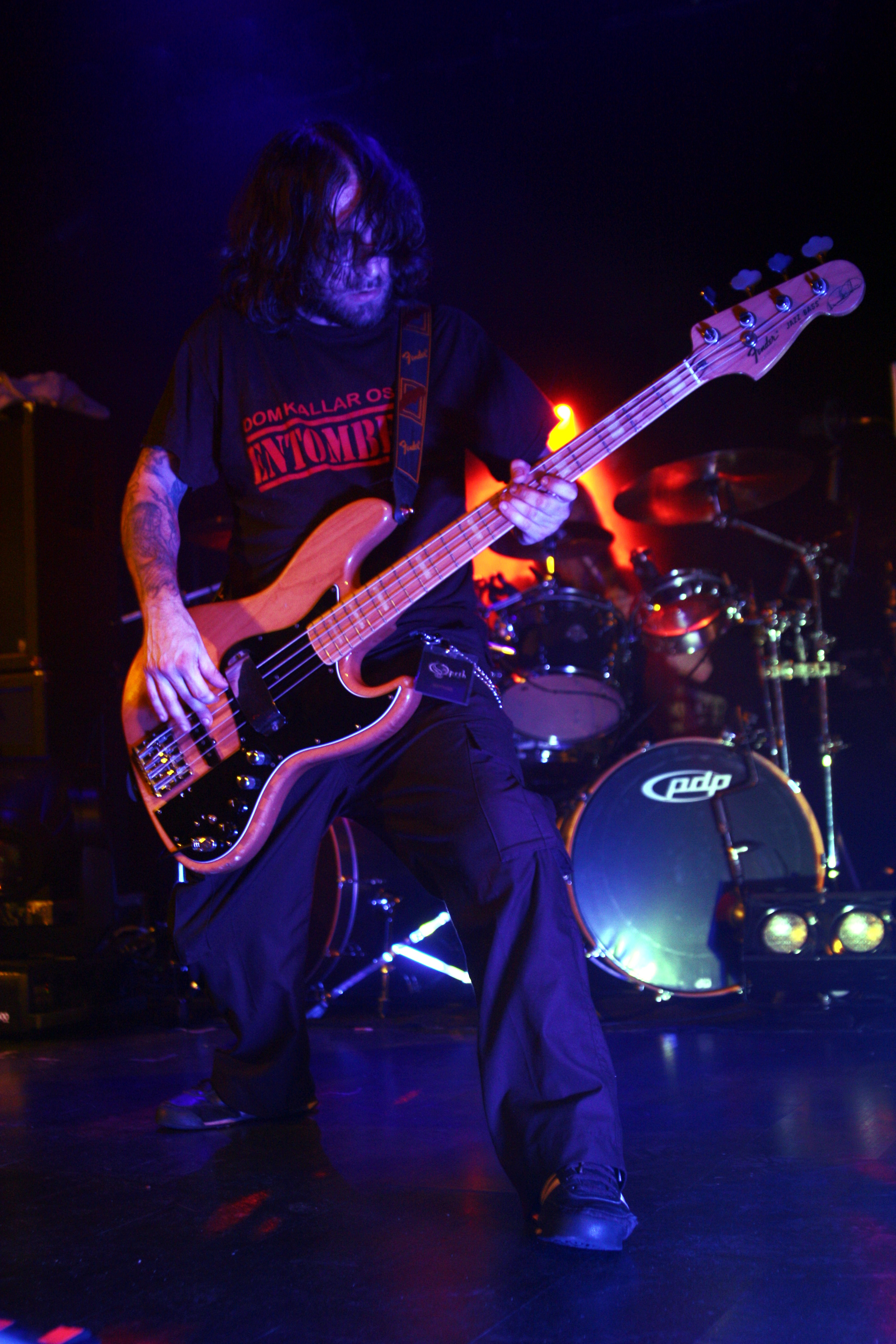
O baixista Martin Mendez que fez a sua estreia em Still Life.

Em 1999, a propriedade da Candlelight Records mudou de mãos, com o proprietário e amigo da banda Lee Barrett deixando a companhia. O Opeth assinou com a gravadora britânica Peaceville Records na Europa, que foi distribuída pela Music for Nations. O Opeth reservou tempo no Studio Fredman para começar a trabalhar em seu próximo álbum, mas a gravação foi adiada, enquanto o estúdio era transferido. Devido a restrições de tempo, a banda foi capaz de ensaiar somente duas vezes antes de entrar no estúdio. Atrasos com a arte do álbum adiaram o seu lançamento para mais um mês e Still Life foi lançado em 18 de outubro de 1999. Devido a problemas com a nova rede de distribuição da banda, o álbum não foi lançado nos EUA até fevereiro de 2001. Still Life foi o primeiro álbum gravado com Mendez e o primeiro álbum do Opeth a suportar qualquer tipo de legenda na capa sobre seu lançamento inicial, incluindo o logo da banda.  O Allmusic chamou Still Life de um "splicing formidável inóspito, muitas vezes com riffs irregulares de guitarra com melodias graciosas". Como explicado por Åkerfeldt, Still Life é um álbum conceitual, "O personagem principal é uma espécie de banido de sua cidade natal porque ele não tem a mesma fé como o resto dos habitantes de lá. O álbum começa muito bem quando ele está voltando depois de vários anos para conectar com seu "bebê" de idade. Os chefões da cidade sabem que ele está de volta... Um monte de coisas ruins começam a acontecer".
Após algumas datas ao vivo na Europa, o Opeth retorna ao Studio Fredman para começar a trabalhar no seu próximo álbum, produzindo com Steven Wilson, do Porcupine Tree. A banda tentou recriar a experiência de gravação de Still Life, novamente entrou em estúdio com ensaios mínimos, e sem letras escritas. "Desta vez foi difícil", disse Åkerfeldt, "Sinto-me agradavelmente espantado com o imenso resultado, porém. Realmente valeu o esforço".  Wilson também levou a banda a expandir seu som, incorporando novos sons e técnicas de produção. "Steve guiou-nos para os reinos de "estranhos" ruídos de guitarras e voz", disse Åkerfeldt.
O Opeth lançou seu quinto álbum de estúdio, Blackwater Park, em 21 de fevereiro de 2001. O Allmusic chamou o Blackwater Park de "surpreendente, uma obra de extensão criativa de tirar o fôlego", observando que o álbum "mantém a tradição do Opeth, transcendendo os limites do death/black metal e repetidamente quebrando as bases de composição convencionais". Em apoio a Blackwater Park, o Opeth embarcou em sua primeira turnê mundial, manchete da Europa pela primeira vez, e fez uma aparição no festival Wacken Open Air de 2001 na Alemanha, tocando para uma multidão de 60,000 pessoas.

### DeliveranceeDamnation(2002–2004)
O Opeth retornou para casa após a turnê em apoio de Blackwater Park, e começou a compor para o próximo álbum. No primeiro, Åkerfeldt teve problemas para montar o novo material: "Eu queria escrever algo mais pesado do que já tinha feito, ainda tinha todas essas grandes partes maduras e arranjos que eu não queria que fosse para o lixo". Jonas Renkse do Katatonia, um amigo de longa data de Åkerfeldt, sugeriu compor músicas para dois álbuns separados—um pesado e um suave.
Animado com a perspectiva, Åkerfeldt combinou sem consultar com seus companheiros de banda ou com a gravadora. Enquanto seus companheiros de banda gostaram da ideia de gravar dois álbuns, Åkerfeldt tinha que convencer a gravadora: "Eu tive que mentir um pouco ... dizendo que nós poderíamos fazer esta gravação em breve, que não iria custar mais do que um único álbum normal." Com a maioria do material escrito, a banda ensaiou só uma vez antes de entrar no Nacksving Studios em 2002, e novamente com o produtor Steven Wilson no Studio Fredman. Sob pressão para concluir os dois álbuns simultaneamente, Åkerfeldt disse que o processo de gravação foi "o teste mais difícil da nossa história". Depois de gravar as faixas básicas, a banda mudou de produção para a Inglaterra para a primeira mixagem do álbum pesado, Deliverance, com Andy Sneap no Backstage Studios. "Deliverance foi tão mal gravado, sem qualquer organização", afirmou Åkerfeldt, que Sneap "é creditado como um "salvador" na manga, como ele certamente salva grande parte da gravação."

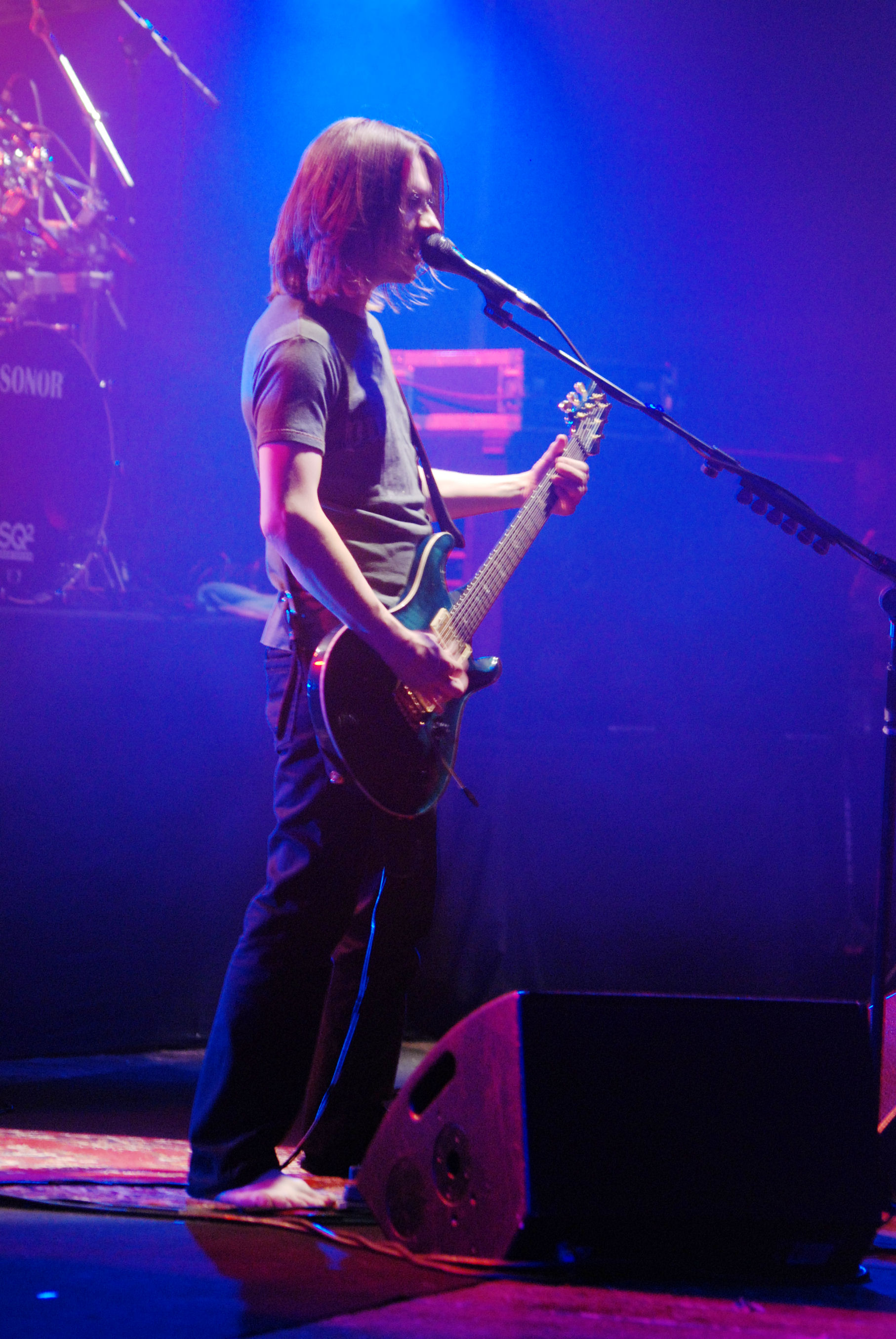
Steven Wilson ajudou o Opeth produzindo Deliverance e Damnation e influenciando seu estilo musical.

Deliverance foi lançado em 4 de novembro de 2002  e estreou no número 19 na parada US Top Independent Albums, marcando a primeira aparição da banda em paradas estadunidenses. O Allmusic declarou, "Deliverance é bem mais sutil do que qualquer um dos seus antecessores, aproximando os ouvintes com nuances assombradas e dinâmica magistral, em vez de sobrecarregá-los com a massa e complexidade".
O Opeth se apresentou em um concerto único em Estocolmo, em seguida, retornaram ao Reino Unido para terminar a gravação dos vocais para o segundo dos dois álbuns, Damnation, no Steven Wilson's No Man's Land Studios.  Embora Åkerfeldt acreditasse que a banda não poderia terminar ambos os álbuns, o Opeth completou Deliverance e Damnation em apenas sete semanas de tempo de estúdio, que foi a mesma quantia gasta em Blackwater Park sozinho. Damnation foi lançado em 14 de abril de 2003 e rendeu à banda a sua primeira aparição na americana Billboard 200 no número 192.  O álbum também ganhou um prêmio Grammy sueco de 2003 por "Melhor Performance de Hard Rock".
A banda embarcou em sua maior turnê, tocando em aproximadamente 200 shows em 2003 e 2004.  O Opeth realizadou três shows especiais na Europa com duas listas de canções cada —uma acústica e uma pesada. A banda gravou seu primeiro DVD, Lamentations (Live at Shepherd's Bush Empire 2003), no Shepherd's Bush Empire, em Londres, Inglaterra. O DVD apresenta uma performance de duas horas, incluindo todo o álbum Damnation, várias canções de Deliverance e de Blackwater Park, e um documentário de uma hora sobre a gravação de Deliverance e Damnation. Lamentations foi certificado Ouro pela Music Canada no Canadá.
O Opeth foi programado para se apresentar na Jordânia sem tripulação, devido ao medo de ataques terroristas no Oriente Médio. O gerente da turnê do Opeth distribuiu 6,000 ingressos para o concerto, mas antes da banda deixar a Jordânia, o baterista Lopez chamou Åkerfeldt afirmando que ele estava tendo um ataque de ansiedade e não poderia se apresentar, forçando a banda a cancelar o show. No início de 2004, Lopez foi enviado para a casa no Canadá depois de mais ataques de ansiedade na turnê. O Opeth decidiu contra cancelando o restante da turnê com a técnica de bateria de Lopez preenchendo os dois concertos. Lopez prometeu que iria voltar para a turnê logo que pudesse, mas dois shows mais tarde, o Opeth pediu que o baterista do Strapping Young Lad, Gene Hoglan, preenchesse. Lopez retornou ao Opeth para o show em Seattle na etapa final da turnê de Deliverance e de Damnation. Per Wiberg também se juntou a banda na turnê para tocar os teclados, e depois de mais de um ano em turnê, o Opeth retorna para casa para começar a escrever o novo material em 2004.

### Ghost Reveries(2005–2007)

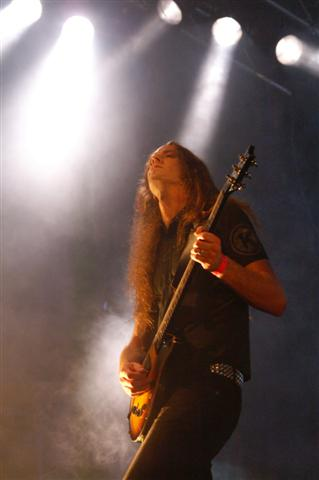
Peter Lindgren se apresentando em 2005, antes dele sair do Opeth.

A gravadora europeia do Opeth, Music for Nations, fechou as portas em 2005 e depois das negociações com várias gravadoras, a banda assinou com a Roadrunner Records. Åkerfeldt disse que a principal razão para assinar com a Roadrunner foi a ampla distribuição da gravadora, assegurando que o álbum estaria disponível em grandes cadeias varejistas. Quando a notícia vazou que a banda tinha assinado com a Roadrunner, que trabalhou principalmente com tendência orientada ao rock e ao metal, alguns fãs acusaram a banda de se vender. "Para ser honesto", disse Åkerfeldt, "isso é um insulto depois desses 15 anos como banda e com 8 gravações. Eu não posso acreditar que nós não temos ganhado cada um credibilidade de todos os fãs do Opeth após todos esses anos. Quero dizer, as nossas canções são de 10 minutos de duração!"
O Opeth terminou de compor o material para o seu oitavo álbum de estúdio no final de 2004. A banda ensaiou por três semanas antes de entrar no estúdio, a primeira vez que a banda ensaiou desde o álbum de 1998, My Arms, Your Hearse. Durante os ensaios, o tecladista Wiberg entrou para o Opeth como um membro da banda. O Opeth gravou no Fascination Street Studios em Örebro, Suécia, de 18 de março a 1 de junho de 2005, e o lançou como Ghost Reveries em 30 de agosto de 2005, a aclamação crítica e comercial. O álbum estreou no número 64 nos EUA, e número 9 na Suécia, maior do que qualquer lançamento anterior do Opeth. Keith Bergman do Blabbermouth.net deu ao álbum dez de dez, apenas um dos 17 álbuns ao alcançar uma avaliação perfeita do site. Rod Smith da revista Decibel chamou Ghost Reveries de "dolorosamente belíssimo, às vezes descaradamente brutal, muitas vezes uma combinação de ambos".
Em 12 de maio de 2006, Martin Lopez anunciou que tinha oficialmente se separado do Opeth devido a problemas de saúde, e foi substituído por Martin Axenrot. O Opeth fez uma turnê no palco principal do Gigantour em 2006, ao lado do Megadeth. Ghost Reveries foi relançado em 31 de outubro de 2006 com uma versão cover bônus ("Soldier of Fortune" do Deep Purple) e um DVD documentando o making of do álbum. Uma gravação da performance ao vivo do Opeth no Camden Roundhouse, em Londres, em 9 de novembro de 2006, foi lançada como um álbum duplo ao vivo chamado The Roundhouse Tapes: Opeth Live.
Em 17 de maio de 2007, Peter Lindgren anunciou que tinha deixado o Opeth após 16 anos. "A decisão foi a mais difícil que já fiz, mas é o certo a se fazer neste momento da minha vida", disse Lindgren. "Eu sinto que eu simplesmente perdi parte do entusiasmo e inspiração necessária para participar de uma banda que cresceu a partir de alguns caras tocando a música que gostamos de uma indústria mundial."  Ex-guitarrista do Arch Enemy, Fredrik Åkesson, substituiu Lindgren, como Åkerfeldt explicou:
| “ | Fredrik foi o único nome que surgiu para pensar em um substituto para Peter. Na minha opinião ele é um dos três maiores guitarristas fora da Suécia. Todos se dão muito bem como nós nos conhecemos há uns quatro anos e ele já tem a experiência necessária para assumir o estilo de vida circense que levamos como membros do Opeth. | ” |

### Watershed(2008)

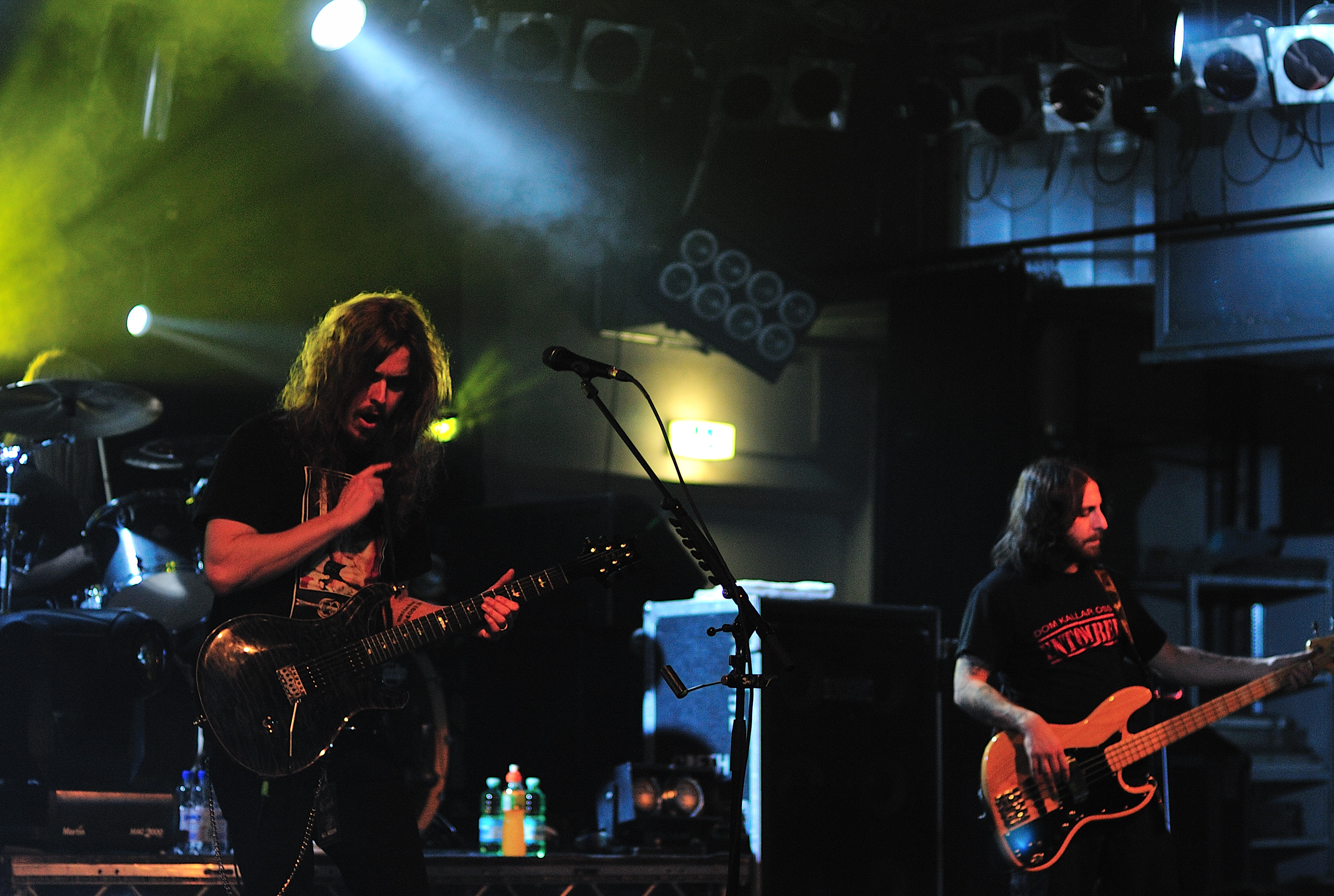
Mikael Åkerfeldt e Martin Mendez ao vivo em 2008.

Depois de quase 200 apresentações em apoio de Ghost Reveries, o Opeth entrou no Fascination Street Studios com Åkerfeldt produzindo, em novembro de 2007. Por janeiro de 2008, o Opeth tinha gravado 13 canções, incluindo três covers. O álbum terminado, Watershed, apresenta sete faixas, com canções cover usadas como faixas bônus nas diferentes versões do álbum. Watershed foi lançado em 3 de junho de 2008. Åkerfeldt descreveu as canções no álbum como "um pouco mais enérgicas". O Opeth planejou turnês em apoio de Watershed, incluindo a turnê britânica Defenders of the Faith com o Arch Enemy, uma aparição no Wacken Open Air, e na turnê Progressive Nation com o Dream Theater. Watershed foi o álbum mais bem sucedido até à data do Opeth, estreando no número 23 na americana Billboard 200. Watershed estreou nas paradas de álbuns australianas no número 7 e no número 1 nas paradas de álbuns oficiais da Finlândia.
O Opeth fez uma turnê mundial para apoiar o álbum. Entretanto, shows em Portugal e na Espanha foram cancelados devido à Burning Live Festival sendo cancelada, e quatro concertos de 26 a 29 de junho tinham sido cancelados devido a Mikael Åkerfeldt ter catapora. Dois dos festivais do Opeth que deveriam ser tocados eram no Hovefestivalen e Metaltown na Suécia. Sua substituição para ambas as ausências foi o Satyricon. De setembro a outubro, o Opeth fez turnês pela América do Norte novamente apoiado por High on Fire, Baroness, e Nachtmystium. Eles retornaram para a turnê da Europa para o resto do ano com Cynic e The Ocean.
O Opeth compôs e gravou a nova faixa, "The Throat of Winter", que apareceu em um EP digital da trilha sonora do jogo God of War III. Åkerfeldt descreveu a canção como "estranha" e "não muito metal".
Para celebrar seu 20º aniversário, o Opeth realizou seis shows, uma turnê mundial chamada Evolution XX: An Opeth Anthology, de 30 de março até 9 de abril de 2010. Blackwater Park foi realizado em sua totalidade, juntamente com várias canções nunca antes apresentadas. Åkerfeldt afirmou, "Eu não posso acreditar, mas, dane-se, estamos comemorando 20 anos. Eu estive na banda desde quando eu tinha 16 anos. É uma loucura".  Uma edição especial de Blackwater Park foi lançada em 29 de março de 2010, para coincidir com a turnê.
O concerto Evolution XX de 5 de abril de 2010 no Royal Albert Hall em Londres, Inglaterra, foi filmado para um DVD/álbum ao vivo intitulado In Live Concert at the Royal Albert Hall. O conjunto foi lançado em 21 de setembro de 2010 em configurações de 2-DVDs e 2-DVDs/3-CDs. Para o DVD do concerto, foi dividido dois conjuntos. O primeiro conjunto consiste de todo o álbum Blackwater Park, enquanto o segundo terá uma canção de cada álbum, excluindo Blackwater Park, em ordem cronológica representando os 20 anos de "evolução" na música da banda.

### Heritage (2011-2013)

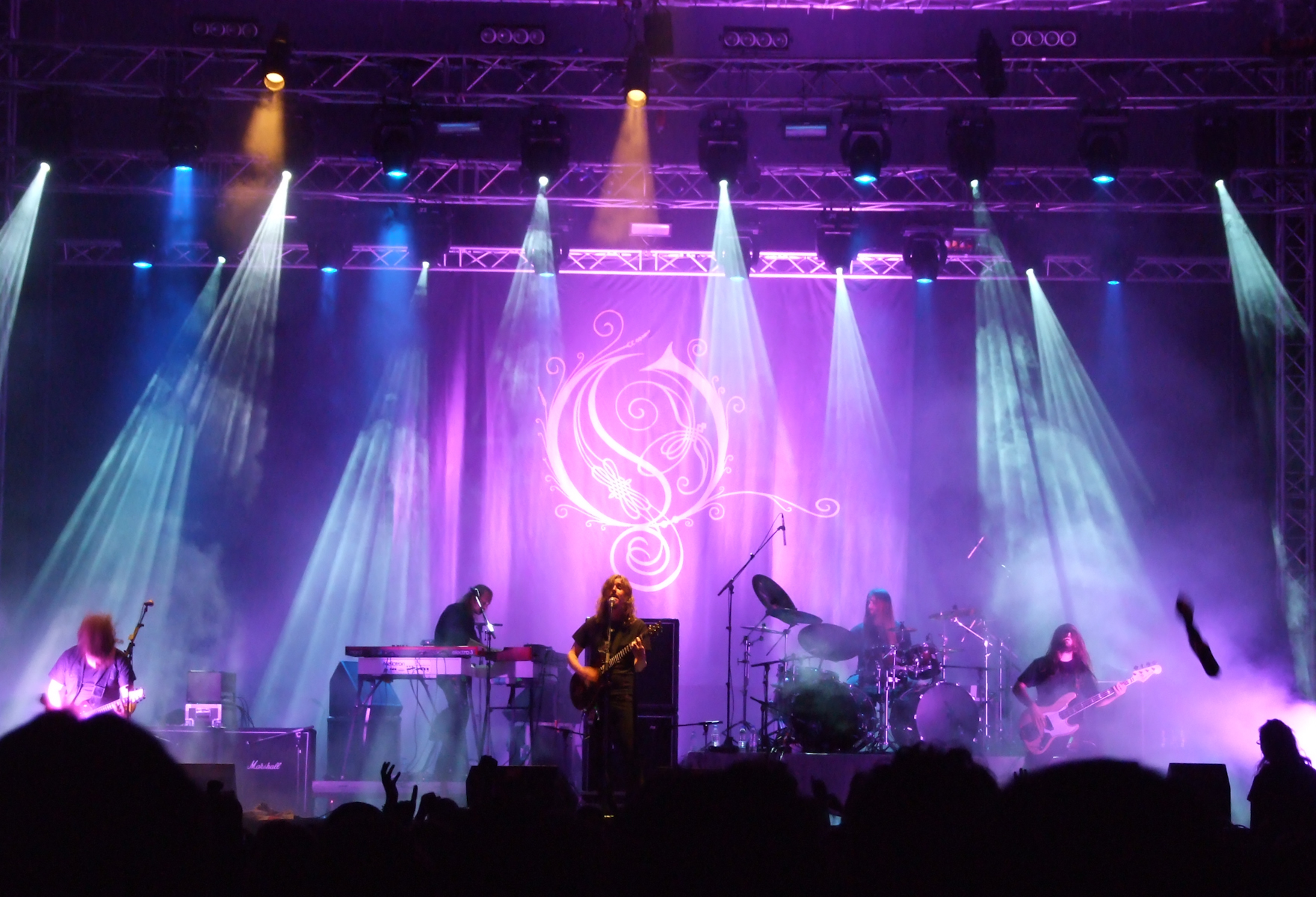
Opeth no Kavarna Rock Fest em 2011

Em setembro de 2010, Mikael Åkerfeldt declarou que estava escrevendo um novo álbum para o Opeth.  A banda anunciou em seu site que a gravação de seu décimo álbum começaria em 31 de janeiro de 2011, nos estúdios Atlantis/Metronome em Estocolmo, mais uma vez com Jens Bogren (engenharia) e Steven Wilson do Porcupine Tree como coprodutores.  Após a conclusão da mixagem do novo álbum em abril de 2011, Per Wiberg deixou a banda por decisão mútua.  Åkerfeldt disse: "Mendez, Axe, Frederick e eu chegamos na decisão que deveríamos encontrar um substituto para o Per logo após as gravações do novo álbum, e isso não foi nenhuma surpresa para Per. Ele, por sua vez, já estava pensando em sair, então pode-se dizer que foi uma decisão mútua. Não há ressentimentos, apenas um relacionamento que chegou ao fim, e é isso. Nós desejamos a Per o melhor, e ele fez um trabalho esplêndido na gravação de teclados para o último álbum, que é sua última gravação com o Opeth" 
O décimo álbum do Opeth, Heritage, foi lançado em 14 de setembro de 2011, com críticas, em geral, favoráveis.  O álbum vendeu 19.000 cópias nos Estados Unidos em sua primeira semana de lançamento estreando na 19ª posição na Billboard 200.  e também na 4ª posição na Suécia. Heritage se tornou o segundo álbum do Opeth a não possuir vocais guturais, apresentando um estilo mais progressivo que seus álbuns anteriores, sendo essa uma direção que Åkerfeldt já estava interessado em seguir com o Opeth. 
As duas primeiras músicas que Åkerfeldt escreveu para Heritage eram no estilo do álbum Watershed. Depois de ouvi-las pela primeira vez, Martín Méndez disse a Åkerfeldt que ficaria desapontado se o álbum continuasse nessa direção.  Aliviado por Méndez não estar interessado em fazer outro álbum nos moldes antigos do Opeth, Åkerfeldt então descartou as duas músicas que havia escrito e começou o processo de composição num estilo diferente.  Em um comunicado sobre o lançamento, Mikael Åkerfeldt disse que "Na verdade, parece como se eu estivesse me preparando para escrever e participar de um álbum como esse desde os 19 anos." também acrescenta que a músicas do álbum Heritage "Às vezes, são bastante intensas de uma forma “antiga” e obscura, e, outras, são bastante bonitas e marcantes, se é que posso dizer isso."  Em uma análise para a Allmusic, Thom Jurek disse que Heritage fora o álbum mais aventureiro da banda, descrevendo as músicas como "encharcadas de interlúdios instrumentais, mudanças complexas de tonalidade e acordes, mudanças de tempo, vocais limpos e uma instrumentação pesada de teclado que inclui Mellotrons, pianos Rhodes e órgãos Hammond". 
O Opeth fez a promoção para o lançamento do Heritage com uma turnê que duraria sete semanas  Sendo esta a primeira turnê da banda com o novo tecladista, Joakim Svalberg, que tocou a faixa de abertura do álbum.  Durante sua turnê, o Opeth tocou com bandas como Katatonia, Pain of Salvation, Mastodon, Ghost e Anathema no mundo todo, em países como Estados Unidos, Europa, Turquia, Índia, Japão, Grécia, Israel, América Latina e Suécia.     A turnê foi concluída com festival "Melloboat 2013". 

### Pale Communion(2014–2015)

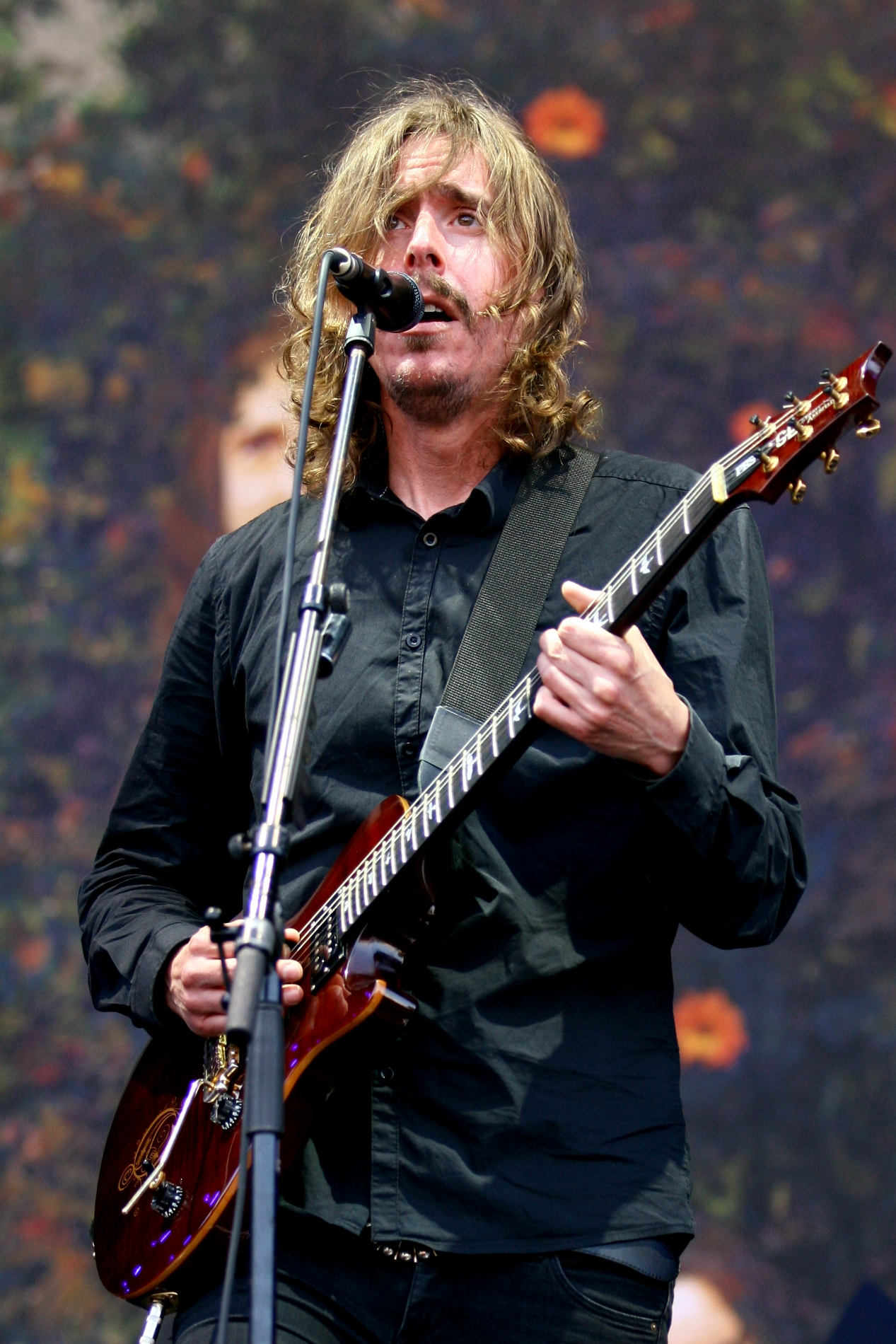
Mikael Åkerfeldt com o Opeth no Rock im Park Festival em 2014.

Em 26 de agosto de 2014, o Opeth lançou seu décimo primeiro álbum de estúdio, intitulado Pale Communion .   Åkerfeldt havia começado a trabalhar em um novo álbum logo em agosto de 2012, no período de turnê de seu último trabalho.  Em janeiro de 2014, ele declarou: "Estamos pensando em [gravar o próximo álbum no] Rockfield Studios, no País de Gales, onde o Queen gravou ‘Bohemian Rhapsody’, mas ainda não tomamos uma decisão. Mas será um álbum caro. Há muita coisa acontecendo, muitos arranjos de cordas que não tivemos usado no passado."  Apesar de temer que a nova orientação de estilo musical que banda estava tomando dividisse os fãs do Opeth,  quando perguntado se seria mais pesado ou mais suave do que Heritage, Åkerfeldt disse: "Talvez um pouco mais pesado, não pesado como death metal, mas pesado como um hard rock/heavy metal. Há também muitos elementos progressivos e violões, mas também riffs com sonoridade mais sinistra." Um dos pontos principais de Åkerfeldt ao produzir o álbum novo era incluir mais da instrumentação em cordas, algo que ele se interessou a partir de sua colaboração musical com Steven Wilson em Storm Corrosion .  De acordo com Åkerfeldt, os membros da banda se sentiram "revigorados" após a criação do Heritage, o que resultou em relacionamentos mais próximos entre eles. 
O jornal The Guardian fez uma análise positiva do Pale Communion, chamando-o de "estranho, complexo e gênio do prog-metal", um tanto defeituoso pelo estilo vocal indulgente de Åkerfeldt.  O álbum foi responsável pelas maiores posições da banda em toda sua história, estreando em 19ª posição nos EUA, na 3ª posição na Suécia e também na 14ª posição no Reino Unido, tendo vendido 13.000 cópias em sua primeira semana de lançamento nos EUA.
Pale Communion também contou com mais turnês da banda. Em 2015, o Opeth fez vários shows especiais para comemorar seu 25º aniversário. Nesses shows, a banda tocava em dois sets. O primeiro era dedicado ao álbum Ghost Reveries, de 2005, celebrando seus 10 anos de lançamento. Já o segundo abrangeu o resto da carreira da banda, enfim comemorando seus 25 anos de existência.   Åkerfeldt também expressou entusiasmo pelos concertos. 

### Sorceress,Garden of the TitanseIn Cauda Venenum(2016–2020)

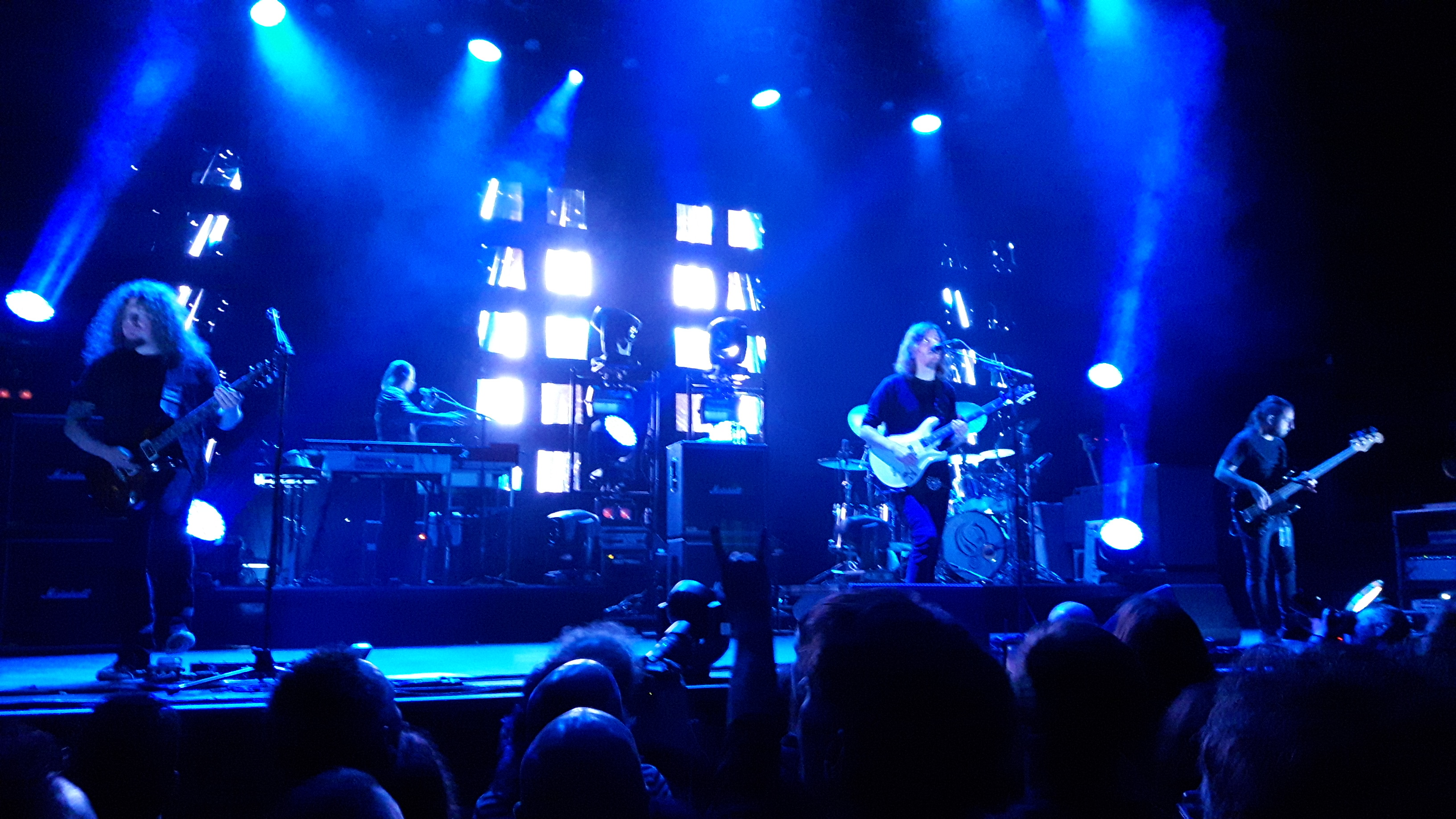
Opeth em Tilburg, Novembro de 2016

Em 15 de junho de 2016, a Nuclear Blast Entertainment anunciou que estava assinando com o Opeth.  Três dias depois, no dia 18 de junho, o Opeth lançou um teaser de 30 segundos para seu novo álbum, Sorceress .  Um mês depois, em 18 de julho, a banda disse que o álbum seria lançado em 30 de setembro, além de revelar a arte e a lista de faixas. .Em entrevista ao site Rock Sins, Mikael Åkerfeldt quando perguntado sobre o que fazia o album Soreceress diferente dos anteriores, ele disse: "Bem, eu acho que as músicas, no meu ponto de vista, são mais diversas entre si mesmas [...] Eu fiz um esforço consciente para fazer com que cada música [...] fosse muito, muito diferente da anterior. [...] Eu espero que ninguém encontre uma música que realmente represente o álbum melhor do que qualquer outra." O álbum foi o primeiro projeto da Moderbolaget Records, uma Joint venture entre o Opeth e a Nuclear Blast. Modernobolaget significa "empresa-mãe" em sueco. 
Em 25 de julho de 2016, na preparação para o lançamento do álbum, a banda lançou uma mini série em seu canal do YouTube com o nome de Sorceress: Studio Report com 9 episódios que cobriram desde o ambiente de gravação até a finalização com o produtor.  Neste mesmo tour pelos bastidores, é confirmado que a banda retornou ao Rockfield Studios, estúdio onde foi gravado o álbum Pale Communion. No dia 1º de agosto de 2016, a banda lançou um vídeo com a letra da faixa-título 'Sorceress' em seu canal do YouTube. Em 5 de setembro de 2016, o Opeth lançou um vídeo com a letra do segundo single intitulado 'Will O the Wisp', novamente por meio de seu canal no YouTube e site  O vídeo do Opeth para "Era" foi indicado ao prêmio de "Vídeo do Ano" no Progressive Music Awards de 2017,  onde eles ganharam o prêmio de "Banda Internacional do Ano". 
Em 2 de outubro de 2017, Åkerfeldt, em entrevista à Eon Musi disse "Não estou pensando que esse disco seja um sinal de esperança para alguma coisa. Foi apenas o que fizemos na época, e espero que, da próxima vez, façamos algo diferente e, espero, algo distorcido"  Em 20 de novembro de 2017, o guitarrista Fredrik Åkesson declarou que a banda não faria shows nos próximos meses, até os festivais de verão de 2018. Durante esta pausa a banda se concentraria em compor músicas para o novo álbum.  Em 11 de julho de 2018, durante uma entrevista para a FaceCulture, Åkesson disse: "Estamos nos dedicando muito às demos [...] E Mikael já escreveu quase 12 músicas para o novo álbum, então temos mais material do que o suficiente para um álbum. Mas acho que tentaremos pelo menos terminar 15 músicas. Portanto, espero que trabalhemos em ideias de músicas muito em breve."  Em 22 de maio de 2019, a banda anunciou seu 13º álbum de estúdio, In Cauda Venenum, com lançamento previsto para 27 de setembro de 2019.  Em 12 de julho de 2019, o Opeth lançou o primeiro single de In Cauda Venenum intitulado "Heart in Hand" em inglês e sueco. 

### Mudanças na formação eThe Last Will and Testament(2021–presente)

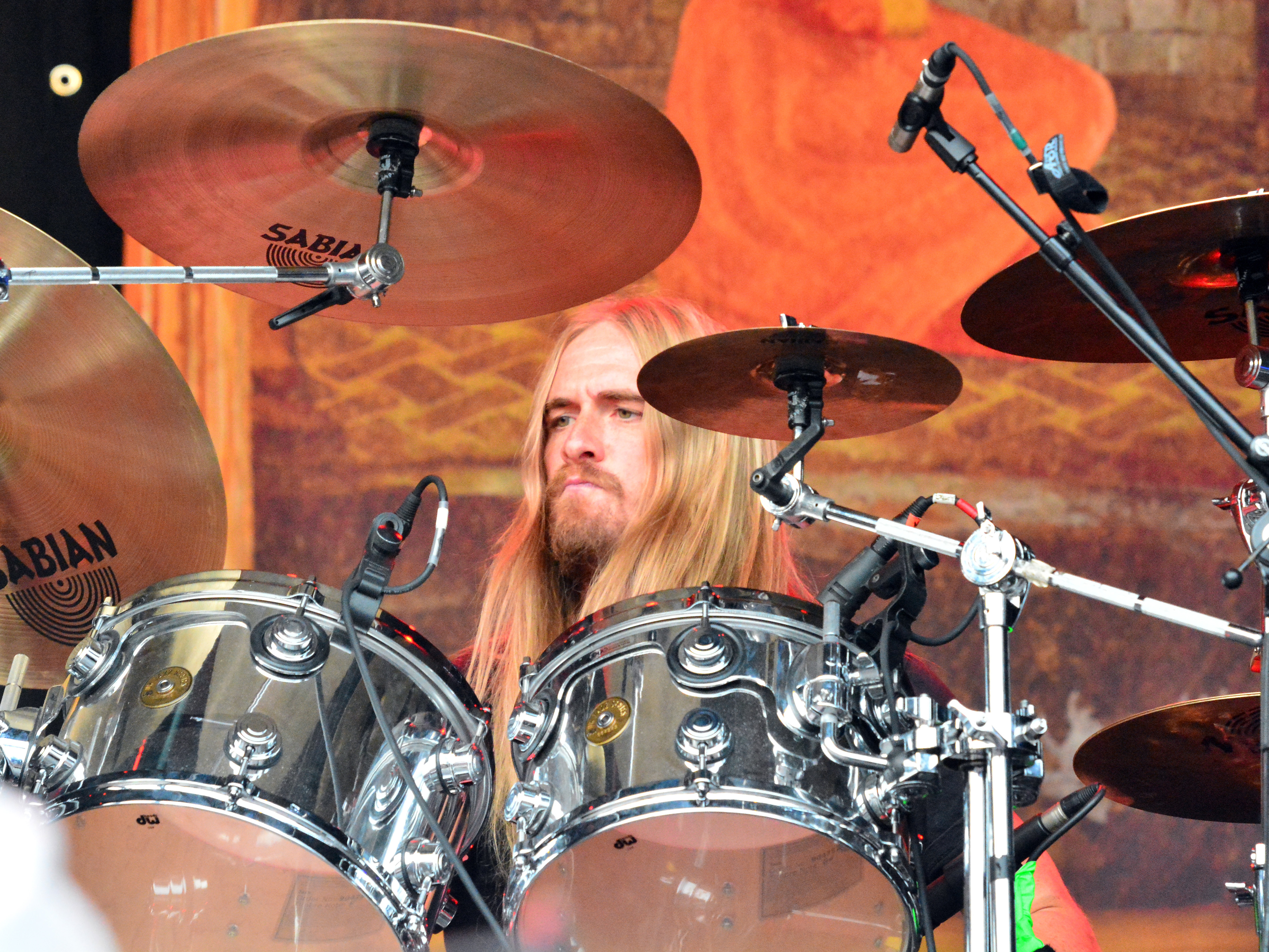
Martin Axenrot foi o baterista que ficou por mais tempo na banda

Em 16 de novembro de 2021, a banda anunciou que o baterista Martin Axenrot, que passou mais tempo na banda, havia saído devido a conflitos de interesses e sua recusa em se vacinar contra COVID-19,  e foi substituído por Sami Karppinen para a turnê norte-americana.  Em 9 de setembro de 2022, foi anunciado que Waltteri Väyrynen (ex-integrante da banda Paradise Lost e do projeto Bodom After Midnight do guitarrista Alexi Laiho) era o novo baterista da banda. 
Em 1 de agosto de 2024, o Opeth anunciou que seu 14º álbum de estúdio, The Last Will and Testament, seria lançado em 11 de outubro,  embora tenha sido adiado para 22 de novembro devido a atrasos na produção. Após 16 anos, houve o retorno dos vocais guturais, sendo visto pela última vez em Watershed, o álbum recebeu feedback positivo pela crítica e pelos fãs. Foi também o primeiro disco totalmente conceitual da banda desde Still Life, de 1999. 
Em 21 de Abril de 2025 fez uma abertura de show em São Paulo no Espaço Unimed para o retorno da banda Savatage após um hiato que se iniciou em 2002

## Estilo musical e influências
Como o principal compositor e letrista do Opeth, a influência do vocalista-guitarrista Mikael Åkerfeldt domina o som da banda. Åkerfeldt é o único membro da banda que aparece em todos os lançamentos. Influenciado quando jovem pelas bandas de heavy metal como Slayer, Death, Black Sabbath, Celtic Frost, King Diamond e Morbid Angel, Åkerfeldt mais tarde descobriu o rock progressivo e a música folk, ambos os quais tiveram um impacto profundo no som da banda. O som distinto do Opeth mistura death metal com passagens acústicas, enquanto também incorpora elementos do metal progressivo e do rock progressivo.  Em sua análise de Blackwater Park, Eduardo Rivadavia do Allmusic escreveu, "Faixas começam e terminam de forma arbitrária, geralmente atravessando o amplo terreno musical, que inclui passagens de violão e piano, sons ambiente, ritmos de stoner rock, e melodias com toques orientais—qualquer um dos que são submetidos a pontuação da fúria selvagem do death metal a qualquer momento".
| “ | Eu não vejo o ponto de tocar em uma banda e ir apenas de uma maneira, quando você pode fazer tudo. Seria impossível para nós tocar apenas death metal, que é a nossa raíz, mas agora estamos com uma mistura de tudo, e não os puristas de qualquer forma de música. É impossível para nós fazer isso, e, francamente, eu pensaria que é tão chato estar em uma banda que toca apenas músicas de metal. Nós não temos medo de experimentar, ou de poder ser pego com as calças para baixo, por assim dizer. Isso é o que nos mantém indo. | ” |

Os trabalhos anteriores do Opeth, muitas vezes feitos do uso das harmonias de guitarras gêmeas, apesar de terem sido retiradas nas versões posteriores. "Eu cansei de ver, a coisa toda da harmonia da guitarra", disse Åkerfeldt. "Ela ficou fora de controle, em meados da década de 90. Toda banda estava fazendo aquela coisa". Åkerfeldt observou que a canção "Face of Melinda" do quarto lançamento da banda "foi a minha primeira letra rima". Muitas das canções da banda excedem 10 minutos de duração, coisa que Aaron Burgess da revista Alternative Press criticou, dizendo "você não pode realmente ser um fã casual do Opeth. É preciso o suficiente como ouvinte apenas para passar a duração das canções épicas da banda".
Vocalmente, Åkerfeldt alterna entre o vocal gutural do death metal para seções pesadas, e limpo, às vezes com o vocal sussurrando sobre passagens acústicas. Embora os guturais foram dominantes em versões anteriores, mais tarde é incorporado empenhos vocais mais limpos, com o lançamento de 2003, Damnation, apresentando somente cantos limpos. Rivadavia observou que "os vocais de Åkerfeldt executam a gama de grunhidos do intestino produzindo melodias para resfriamento de beleza—dependendo de cada movimento da seção de humor".

## Membros

### Atuais
- Mikael Åkerfeldt — vocais, guitarras (desde 1990)*
- Martin Mendez — baixo (1997-presente)
- Fredrik Åkesson — guitarras, vocais de apoio (2007-presente)
- Joakim Svalberg — teclados, vocais de apoio (2011-presente)
- Waltteri Väyrynen —  bateria, percussão (2022-presente)

### Ex-membros
- Martin Axenrot — bateria, percussão (2006-2021)
- Peter Lindgren — guitarras (1991–2007)
- Martin Lopez — bateria, percussão (1997–2006)
- Anders Nordin — bateria (1990–1997)
- Johan DeFarfalla — baixo (1991, 1994–1996)
- Per Wiberg — teclados, mellotron, vocais de apoio (2005-2011)*

↑  * Åkerfeldt tocou baixo em My Arms, Your Hearse (1998) nas sessões de gravação, como Mendez não teve tempo suficiente para aprender as partes do álbum.

↑  * Wiberg contribuiu em obras de teclado para performances ao vivo do Opeth de 2003-2005, antes de se tornar um membro permanente oficial.

## Discografia
Álbuns de estúdio
| - Orchid (1995) - Morningrise (1996) - My Arms, Your Hearse (1998) - Still Life (1999) - Blackwater Park (2001) - Deliverance (2002) - Damnation (2003) - Ghost Reveries (2005) - Watershed (2008) - Heritage (2011) - Pale Communion (2014) - Sorceress (2016) - In Cauda Venenum (2019) - The Last Will and Testament (2024) | Álbuns ao vivo - Lamentations (Live at Shepherd's Bush Empire 2003) (2003) - The Roundhouse Tapes: Opeth Live (2007) - In Live Concert at the Royal Albert Hall (2010) Compilações - Collecter's Edition Slipcase (2006) - The Candlelight Years (2008) - The Wooden Box (2009) |